# Juncalas
Juncalas (okzitanisch: Juncalàs) ist eine französische Gemeinde mit 167 Einwohnern (Stand: 1. Januar 2022) im Département Hautes-Pyrénées in der Region Okzitanien (bis 2015 Midi-Pyrénées). Sie gehört zum Arrondissement Bagnères-de-Bigorre und zum Gemeindeverband Tarbes-Lourdes-Pyrénées. Die Einwohner werden Juncalésiens genannt.

## Geografie
Die Gemeinde Juncalas liegt im Lavedan innerhalb der Landschaft Bigorre in den Ausläufern der Pyrenäen auf dem Nullmeridian, etwa 30 Kilometer südlich der Stadt Tarbes und acht Kilometer südöstlich des Wallfahrtsortes Lourdes. Das 3,51 km² große Gemeindegebiet von Juncalas umfasst einen Teil der Hochtäler von Louey und Nès, die zum Gave de Pau abfließen sowie die das Loueytal nördlich flankierenden Hänge und Berggipfel. Während das Dorf Juncalas auf 460 m über dem Meer liegt, überragen die Berge das Hochtal um über 400 Höhenmeter. Die höchsten Gipfel in der Gemeinde Juncalas heißen Tucoulet (876 m) und Herrus (818 m). Etwa die Hälfte des Gemeindeareals ist bewaldet. Zur Gemeinde Juncalas gehört der Weiler Les Moulins de Juncalas. Umgeben wird Juncalas von den Nachbargemeinden Sère-Lanso im Norden, Cheust im Osten, Ourdis-Cotdoussan und Gazost im Südosten, Ourdon im Süden, Ousté im Westen sowie Saint-Créac und Artigues (Berührungspunkt) im Nordwesten.

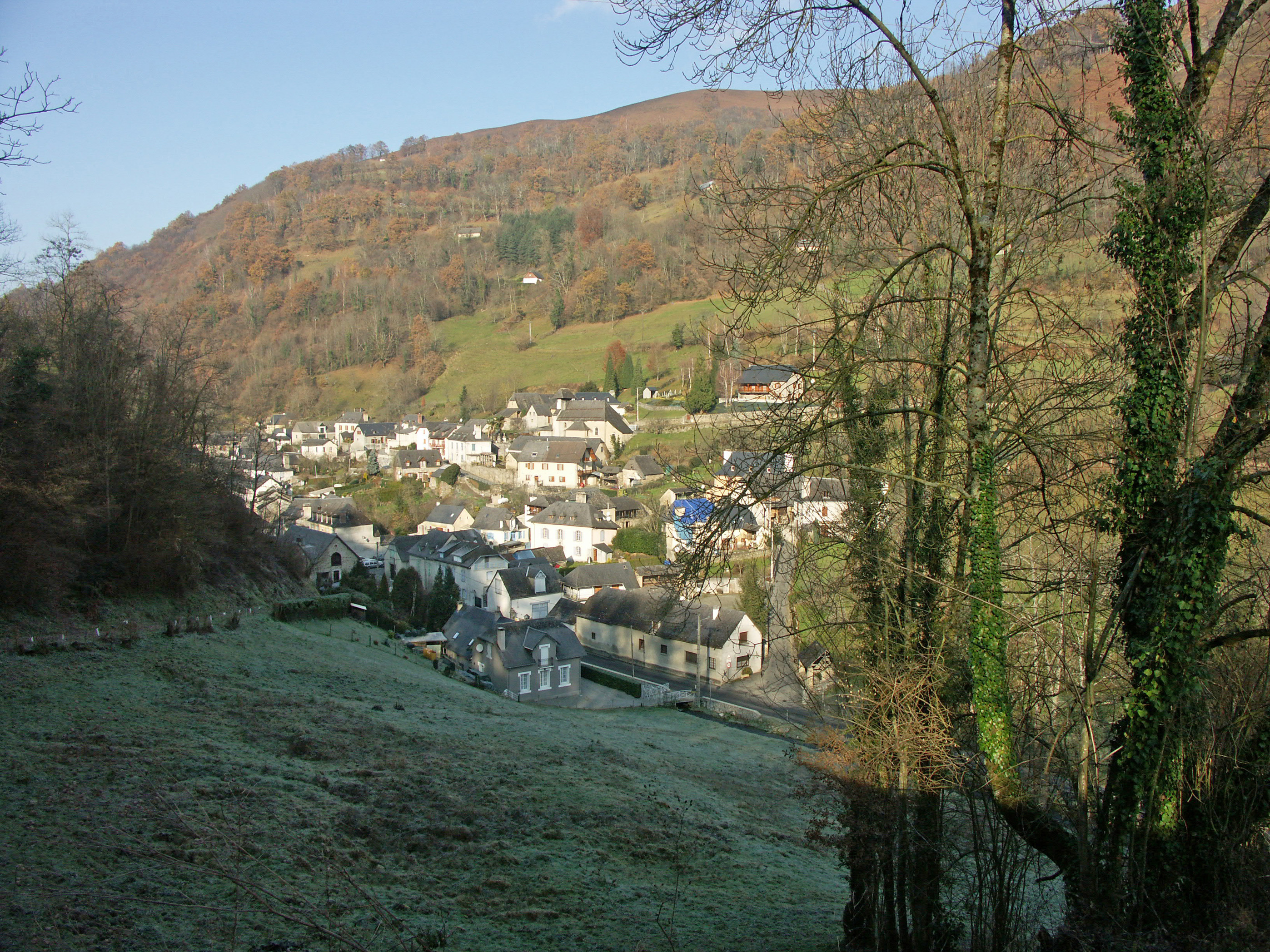
Blick von Westen auf Juncalas
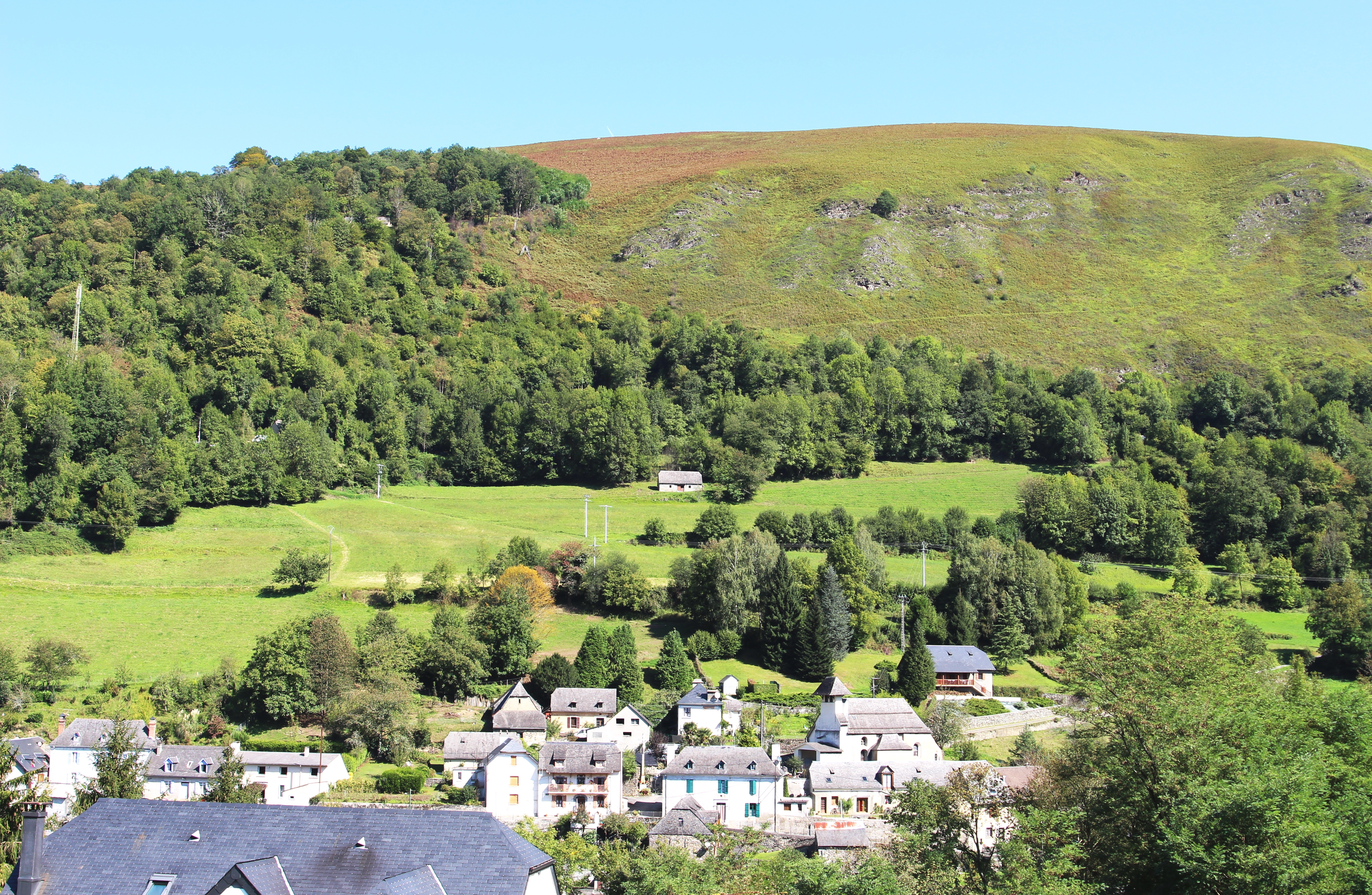
Blick aus Nordwesten auf Juncalas

## Ortsname
Im Jahr 1285 trat erstmals der Ortsname Iuncalas in Erscheinung. Es folgten die Schreibweisen Junqualacz (1313), das lateinische de Junqualassio (1319), de Juncalassio (1342) sowie Iumqualas und Iuncalas (1384), ehe sich schließlich mit Erscheinen der Cassini-Karten Ende des 18. Jahrhunderts der heute noch gültige Name Juncalas durchsetzte. Vermutlich geht der Name auf das okzitanische Wort jonc / lateinisch juncus (= Binsen) zurück.

## Bevölkerungsentwicklung
| Jahr      | 1962 | 1968 | 1975 | 1982 | 1990 | 1999 | 2006 | 2013 | 2021 |
| Einwohner | 236  | 214  | 164  | 148  | 170  | 193  | 184  | 178  | 159  |

Im Jahr 1831 wurde mit 441 Bewohnern die bisher höchste Einwohnerzahl ermittelt. Die Zahlen basieren auf den Daten von cassini.ehess und INSEE.

## Sehenswürdigkeiten
- Kirche Notre-Dame-de-l’Assomption (Mariä Himmelfahrt)
- Kapelle Saint-Roch (St. Rochus)
- zwei Waschhäuser (Lavoirs)

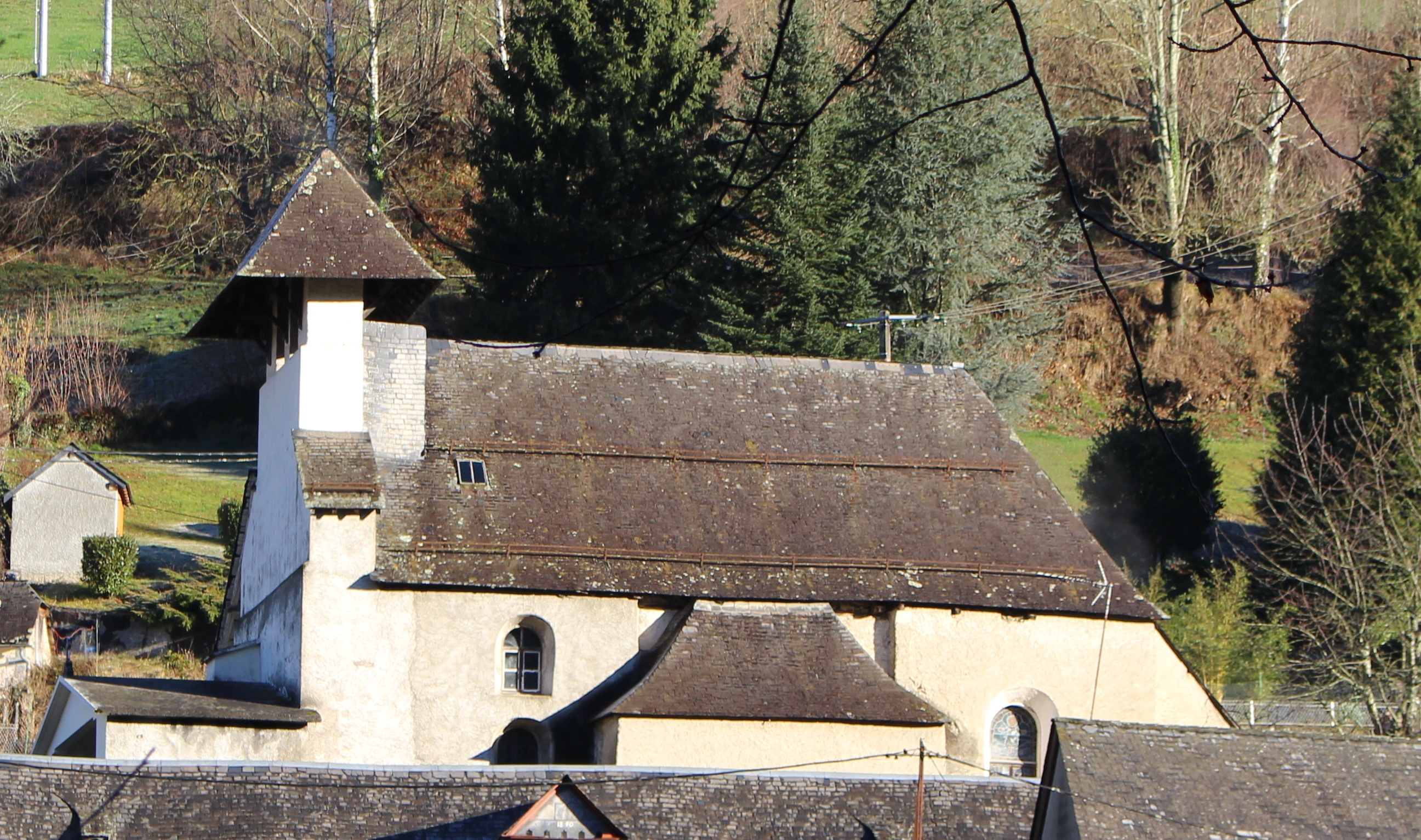
Kirche Mariä Himmelfahrt
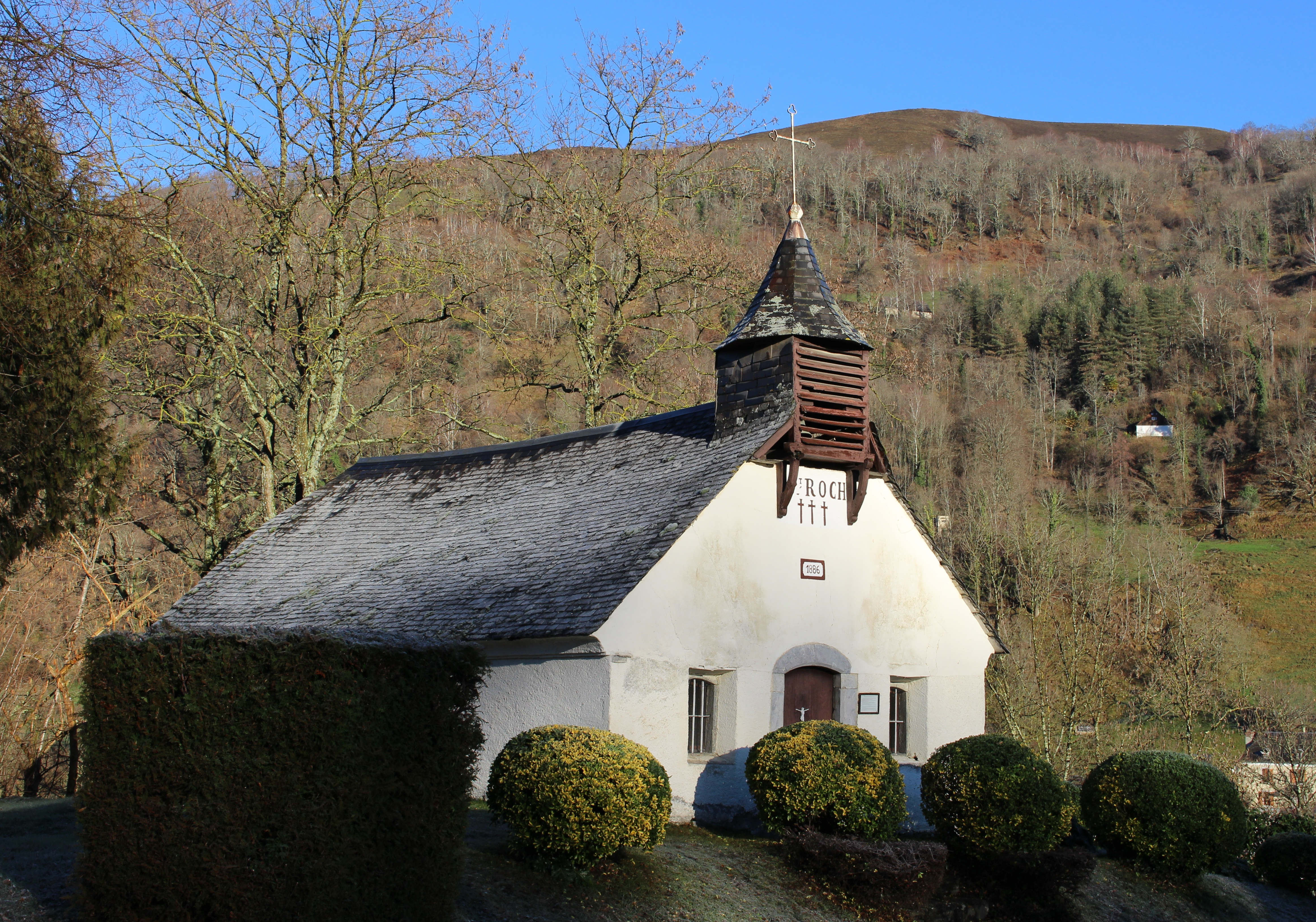
Kapelle St. Rochus
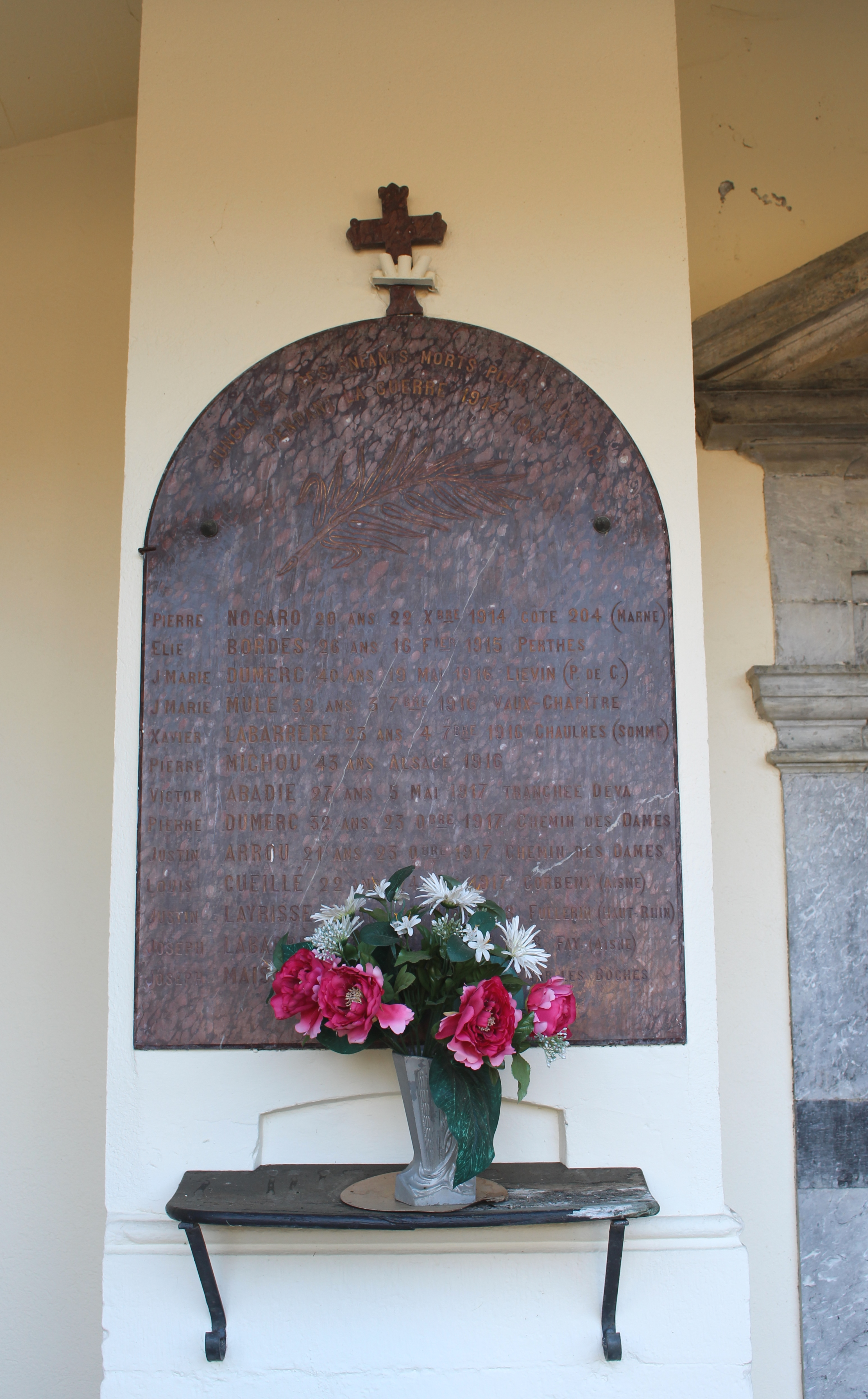
Gefallenendenkmal
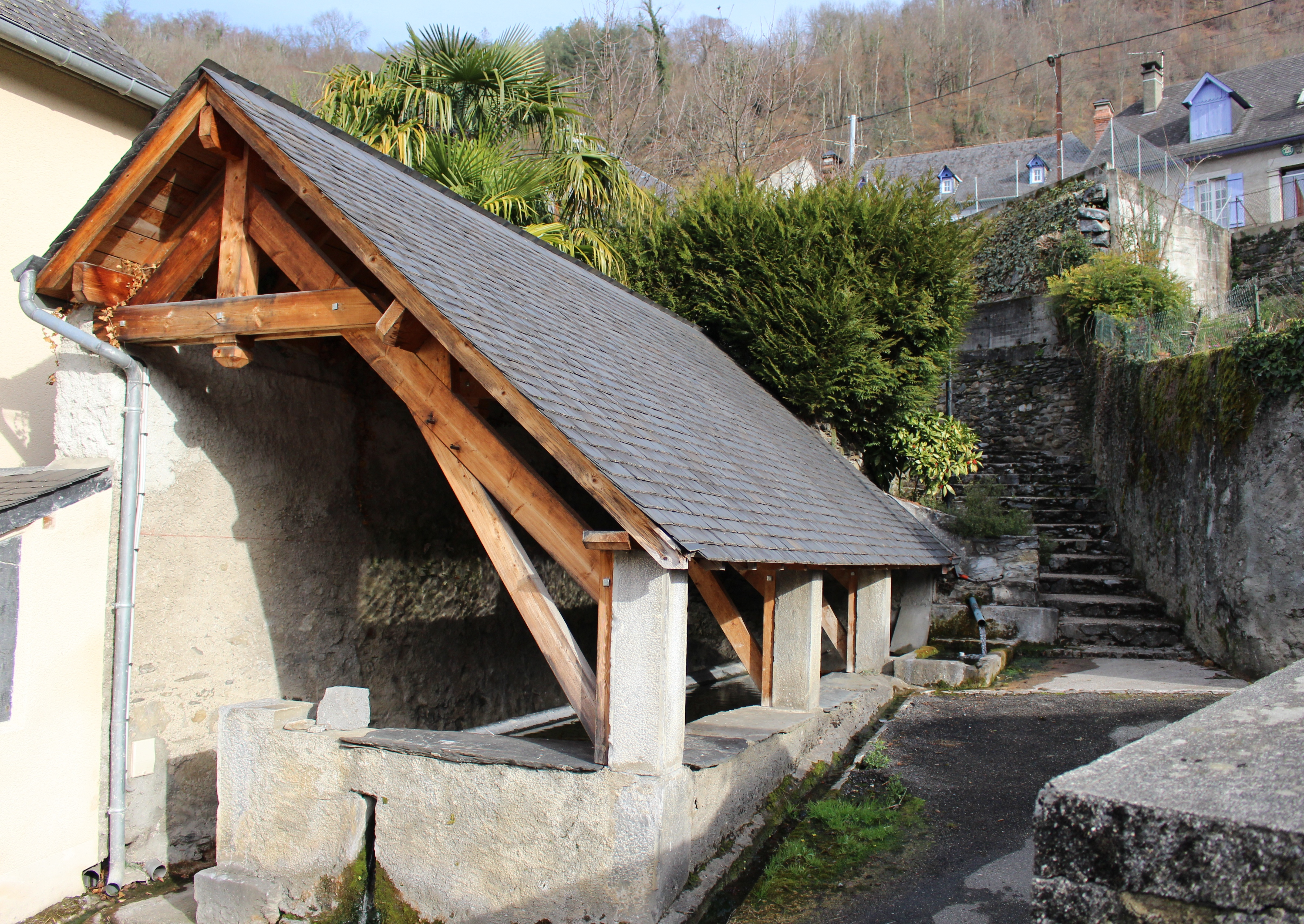
Lavoir im Dorfzentrum
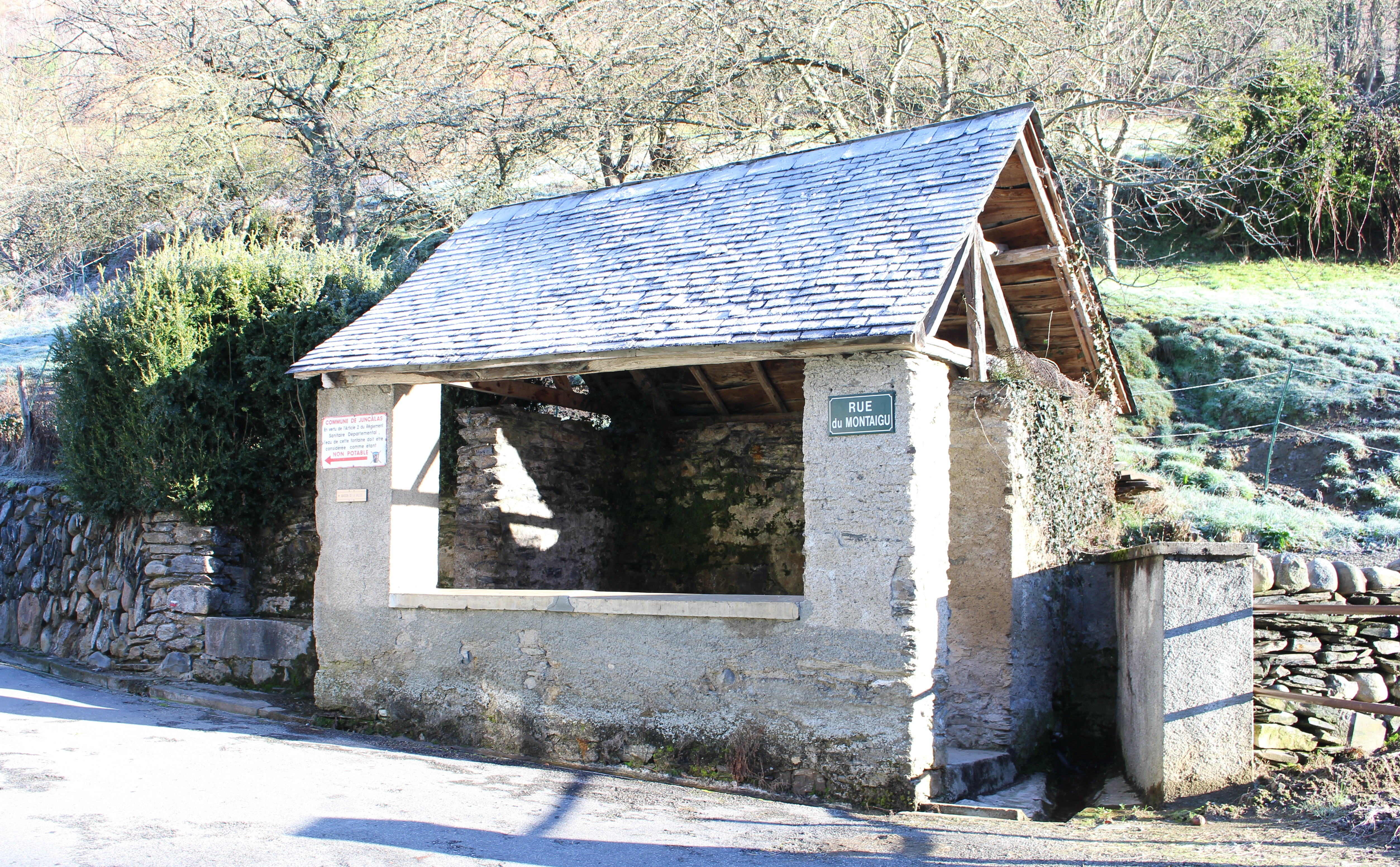
Lavoir in der Rue du Montaigu

## Wirtschaft und Infrastruktur
In Juncalas dominiert die Landwirtschaft. In der Gemeinde sind acht Viehzuchtbetriebe ansässig (Rinder, Schafe und Ziegen).
Juncalas ist eine etwas abgelegene Gebirgsgemeinde. Die acht Kilometer entfernte Stadt Lourdes ist ein lokaler Verkehrsknoten am Nordrand der Pyrenäen.

## Belege
1. ↑  „Dictionnaire toponymique des communes des Hautes-Pyrénées, Tarbes, Conseil Général des Hautes-Pyrénées, 2000“ (Toponymisches Wörterbuch der Gemeinden der Hautes-Pyrénées) von Michel Grosclaude und Jean-Francois Le Nail (ISBN 2-9514810-1-2)
2. ↑  Juncalas auf cassini.ehess
3. ↑  Juncalas auf INSEE
4. ↑  Landwirtschaftsbetriebe auf annuaire-mairie.fr (französisch)